# Receptor 5-HT5B
El receptor 5-HT5B es una proteína de membrana acoplado a proteína G que actúa como receptor de 5-HT. En sus funciones como receptor puede tener acciones relacionadas con la ansiedad y la depresión. La proteína se encuentra en roedores, pero no en humanos, porque los codones de terminación en la secuencia de codificación del gen humano evitan que el gen exprese una proteína estrucutralmente funcional. Se cree que la función del receptor 5-HT5B ha sido reemplazada en humanos por alguna otra subclase de receptor 5-HT. El ARN mensajero del receptor 5-HT5B se expresa principalmente en la habénula, el hipocampo y la oliva inferior del cerebro de ratas. Los agonistas conocidos de 5-HT5B incluyen ergotamina y LSD. Los antagonistas conocidos incluyen metiotepina.

## Características
El receptor 5-HT5B ha sido estudiado poco. A diferencia de los receptores de membranas tradicionales, el receptor 5-HT5B no muestra expresión en la membrana celular, sino que se encuentran en los endosomas intracelulares. Esta localización subcelular inusual está controlada, al menos en parte, por la glucosilación del extremo N-terminal. El receptor 5-HT5B posee menos sitios de glucosilación que otros receptores relacionados. Tiene además cercana interacción con el receptor 5-HT1A. 
El receptor 5-HT5B tiene alta afinidad por la 5-Carboxamidotriptamina y baja afinidad por el sumatriptán. En humanos, la secuencia de codificación del receptor 5-HT5B se ve interrumpida por varios codones de terminación y mutaciones de inserción, lo que hace que el gen no tenga acción funcional aparente.

## Función
El receptor 5-HT5B es uno de los receptores de serotonina que carecen de ligandos selectivos. Los ratones deficientes en el factor de transcripción ATF7 exhiben comportamientos anormales y niveles elevados de ARNm del receptor 5-HT5B en los núcleos dorsales del rafe en ratones sometidos a estrés social. Además, se han descrito evidencias de la desregulación del receptor 5-HT5B en modelos de ratón con síndrome de Rett.